# Andreas Hertelt
Andreas Paul Hertelt (* 3. April 1962 in Ratingen) ist ein ehemaliger deutscher Handballspieler.

## Leben
Hertelt wuchs in Ratingen auf und spielte in der Jugend beim Turnerbund 08 Ratingen sowie beim TV Krefeld-Oppum, mit dem er 1980 westdeutscher A-Jugendmeister wurde. Unter seinem langjährigen Trainer Horst Bredemeier spielte Hertelt nach dem Aufstieg mit TURU Düsseldorf ab 1984–1990 in der 1. Handballbundesliga. 1989 gelang gleich bei der ersten Teilnahme einer Düsseldorfer Mannschaft an einem internationalen Wettbewerb der unerwartete Erfolg im EHF-Pokal gegen den ASK Frankfurt/Oder (DDR).
Die beiden Finalspiele im Mai 1989 sollten gleichzeitig die letzten internationalen Begegnungen zwischen zwei deutschen Vereinen aus der BRD und der DDR vor dem Mauerfall 1989 und der deutschen Wiedervereinigung 1990 sein.
Ab 1990/1991 war Hertelt für die Bundesligavereine TUSEM Essen, SG Flensburg-Handewitt und GWD Minden tätig, bis er 1995 seine Spielerkarriere beendete. Hertelt bestritt 304 Spiele in der ersten und zweiten Bundesliga, in denen er 780 Tore erzielte. Für die deutsche Nationalmannschaft absolvierte Hertelt zwischen 1986 und 1989 insgesamt acht Länderspiele. Nach dem Karriereende 1995 trainierte Hertelt trotz Erwerbs der A-Lizenz keine Mannschaften im Leistungsbereich, sondern orientierte sich beruflich anderweitig und ist heute geschäftsführender Inhaber eines Planungsbüros für Geldinstitute in Krefeld/NRW.
Der in Düsseldorf lebende Hertelt ist seit dem Januar 2019 als Teammanager für das USA Team Handball tätig.
Hertelt ist verheiratet und hat einen Sohn.

## Erfolge
- EHF-Pokalsieger 1989 mit TURU Düsseldorf
- DHB-Pokalsieger 1991 mit TUSEM Essen